# Laodamie, Reine d’Épire
Pour les articles homonymes, voir Laodamie.
Laodamie, Reine d'Épire est une tragédie de Catherine Bernard créée le 11 février 1689. La pièce traite une dramatisation du conflit entre la gynécocratie et le patriarcat.

## Personnages
- LAODAMIE, Reine d'Épire.
- NEREE, Sa Sœur.
- GELON, Prince de Sicile.
- Sostrate, Prince d'Épire.
- PHENIX, Ministre d'État.
- MILON, Confident de Sostrate
- ARGIRE, Confidente de la Reine.
- PHÈDRE, Confidente de la Princesse.

## Postérité
En 1690, Le Mercure galant dit de cette pièce qu'elle « coûta les larmes à tous les cœurs tendres ». Laodamie connut un certain succès critique et commercial, elle eut droit à vingt-deux représentations à la Comédie-Française lors de sa création en 1689. Après quoi, elle cesse d'être jouée pendant 335 ans, jusqu'à sa première reprise, en 2024, par Aurore Évain.

## Éditions modernes
- Perry Gethner, Femmes dramaturges en France (1650-1750), vol. 1, 1993, p. 191-242
- Œuvres, textes établis, présentés et annotés par Franco Piva, Paris, Nizet, coll. « Biblioteca della ricerca. Testi stranieri », Tome II, Théâtre et poésie, 595 p., 1993-1999
- Théâtre de femmes de l'Ancien Régime, dir. Aurore Évain, Perry Gethner et Henriette Goldwyn, vol. 3, Publications de l'Université de Saint-Étienne, 2011.
- Théâtre de femmes de l'Ancien Régime, dir. Aurore Évain, Perry Gethner et Henriette Goldwyn, vol. 3, Classiques Garnier, 2022.
- Catherine Bernard, Laodamie, Reine d'Épire, Paris, Librairie Théâtrale, coll. « Théâtre classique », 9 décembre 2022, 72 p. (EAN 9782734906636)